# 上地雄輔物語
上地雄輔物語為日本演員上地雄輔於2008年7月30日出版的書。
2009年3月14日拍成電視劇。

## 獎賞
- 「第1回08年年間『本』寫真集部門」（29万267部）

## 内容
寫著上地雄輔的年幼、少年時期到現在，及跟職業棒球選手松坂大輔在橫濱高校的事。
寫真照片，以故鄉橫須賀為主，在回憶的地方進行了拍攝。

## 電視劇
2009年3月14日於富士電視台撥出，正式名稱為。

### 出演
電視劇
- 上地雄輔：吉田雄樹（從約1500人中被選出。）
- 爸爸：田中好子
- 媽媽：高橋恭司（日语：高橋ジョージ）
- 女朋友：南澤奈央
- 爺爺：伊東四朗（日语：伊東四朗）
- 丹波慎也：福士誠治
- 松坂大輔：上田悠介
- 鈴木杏樹
- 桑野信義
- 金子賢（日语：金子賢）

對談
- 松坂大輔
- 久本雅美
- 小栗旬

### STAFF
- 原作：上地雄輔『上地雄輔物語』
- 企劃：吉田豪
- 劇本：渡邊雄介
- 演出：斎藤郁宏
- 製作人：志村彰、森雅弘、神蔵順子
- 主題歌：遊助
- 制作：富士電視台

## 外部連結
上地雄輔ひまわり物語～家族・親友・彼女…誰も知らない素顔初公開